# Batalla de Jieting
La Batalla de Jieting se luchó entre los estados de Wei y Shu en el 228 durante el periodo de los Tres Reinos de la Historia China. La batalla fue parte de las Primera expedición norteña lideradas por el canciller  de Shu Zhuge Liang para atacar Wei. La batalla concluyó en una victoria decisiva de Wei.

## Movimientos Iniciales
Zhuge Liang primero envió a los generales Zhao Yun y Deng Zhi a atacar a Wei, mientras él personalmente envió sus fuerzas al Monte Qi. Cao Rui, el emperador de Wei, se trasladó q Chang'an y envió a Zhang He a atacar a Zhuge Liang mientras Cao Zhen le pondría resistencia a Zhao Yun. Zhuge Liang escogió a los generales Ma Su y Wang Ping a interceptar a Zhang He.

## La batalla

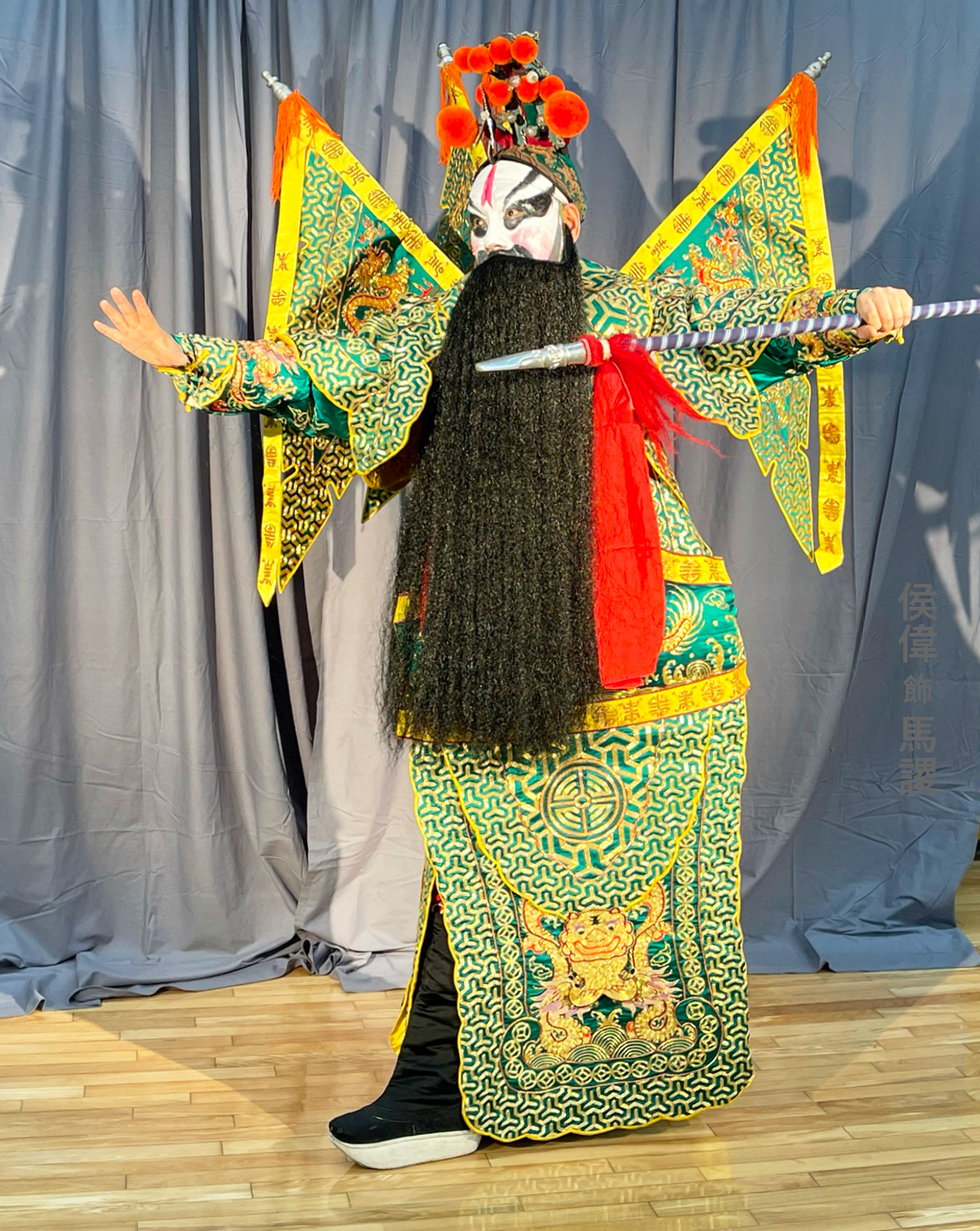
Representación de Ma su en un teatro.

Jieting era una región crucial para asegurar las provisiones, y Zhuge Liang envió a Ma Su y Wang Ping a proteger la región. Ma Su fue acompañado por Wang Ping pero no escuchó su consejo militar. Confiando únicamente en tácticas de libros militares, Ma Su escogió "tomar el terreno elevado" y puso su base en una montaña en lugar de una ciudad, ignorando el consejo de Wang Ping de acampar en un valle bien suministrado de agua. Wang Ping, sin embargo, se las arregló para persuadir a Ma Su de darle el comando de una porción de sus tropas, y luego Wang puso su campamento base cerca del campamento de Ma Su, para ofrecer asistencia cuando Ma esté en peligro. Debido a este error táctico, el ejército de Wei liderado por Zhang He rodeó la colina y cortó el suministro de agua de las tropas de Shu y las atacó; luego, las fuerzas de Wei incendiaron la colina. Wang Ping lideró sus tropas en un intento de ayudar a Ma Su pero el ejercitp de Shu sufrió una gran derrota en la que ambos ejércitos y el fuerte se perdieron. A pesar de sobrevivir la, Ma Su temía el castigo e intentó huir. Sin embargo, él fue rápidamente capturado por las fuerzas de Shu.

## Consecuencias
Ma Su fue sentenciado a muerte por Zhuge Liang, junto con sus lugartenientes Zhang Xiu (張休) y Li Sheng (李盛), pero Ma Su eventualmente murió de una enfermedad en prisión antes de que la ejecución se llevase a cabo, mientras que los otros dos fueron ejecutados.
Debido a la derrota en Jieting, la situación de las provisiones de Zhuge Liang se volvió terrible y tuvo que regresar con su ejército a su base principal en Hanzhong. En adición, la derrota en Jieting causó que la Primera Expedición al Norte resultase en fracaso.
- Datos: Q663729